# Tina Hermann
Pour les articles homonymes, voir Hermann.
Tina Hermann est une skeletoneuse allemande, née le 5 mars 1992 à Ehringshausen.

## Biographie
En 2010, elle est championne du monde junior.
Sa première saison dans la Coupe du monde a lieu en 2014-2015, terminant troisième au classement général et ayant obtenu un podium à Calgary. Aux Championnats du monde de la FIBT 2015, elle remporte la médaille d'or par équipes mixte et prend la cinquième place de la course individuelle.
Lors de la saison 2015-2016, elle signe ses premières victoires et finit par remporter le titre mondial et la Coupe du monde.

## Palmarès

### Championnats du monde de skeleton
- Médaille d'or par équipes mixtes en 2015.
- Médaille d'or en individuel en 2016.
- Médaille d'or par équipes mixtes en 2016.
- Médaille d'or en individuel en 2019.
- Médaille d'or en individuel en 2020.
- Médaille d'or en individuel en 2021.
- Médaille d'or par équipes mixtes en 2021.
- Médaille d'argent en individuel en 2017.
- Médaille d'argent par équipes mixtes en 2017.

### Coupe du monde
- 2 globes de cristal en individuel : 
  - Vainqueur du classement général en 2016 et 2023.
- 39 podiums individuels : 19 victoires, 13 deuxièmes places et 7 troisièmes places.

#### Détails des victoires en Coupe du monde
| Édition   | Piste                                       | Total |
| 2015-2016 | Winterberg Königssee x 2 Park City Whistler | 5     |
| 2016-2017 | Igls                                        | 1     |
| 2018-2019 | Calgary                                     | 1     |
| 2019-2020 | Winterberg Königssee Saint-Moritz           | 3     |
| 2020-2021 | Saint-Moritz                                | 1     |
| 2021-2022 | Altenberg x2                                | 2     |
| 2022-2023 | Lake Placid Altenberg x2 Sigulda            | 4     |
| 2023-2024 | Yanqing Altenberg                           | 2     |

### Championnats d'Europe
- Médaille d'or en individuel en 2023.
- Médaille d'argent en individuel en 2016.
- Médaille d'argent en individuel en 2021.
- Médaille de bronze en individuel en 2017.